# Aporobopyrus muguensis
Aporobopyrus muguensis är en kräftdjursart som beskrevs av Sueo M. Shiino 1964. Aporobopyrus muguensis ingår i släktet Aporobopyrus och familjen Bopyridae. Inga underarter finns listade i Catalogue of Life.